# Crónicas del camino, memorias de un periodista
Crónicas del camino, memorias de un periodista es un libro de crónicas escrito por el periodista hondureño Tulio Renán Martínez, y publicado por la Editorial Girándula en el año 2019.

## Argumento
El libro es una recopilación de historias escritas por el periodista hondureño Tulio Renán Martínez, quien es cronista de Diario La Prensa. Algunas historias son relatos de su niñez, mientras vivía en la antigua Villanueva. Otras historias son anécdotas vividas en su carrera como periodista, recorriendo Honduras casi en su totalidad durante cuatro décadas de labor, así como hay historias sobre personajes que alguna vez sobresalieron en los medios de comunicación.